# Agência Europeia de Segurança Marítima
A Agência Europeia de Segurança Marítima (AESM) é uma agência da União Europeia encarregada de reduzir o risco de acidentes marítimos e poluição marinha por navios e a perda de vidas humanas no mar ao ajudar a aplicar a pertinente legislação da Comunidade Europeia. É sediada em Lisboa, Portugal.

## Missão
A AESM tem a seguinte missão:
- assistir a Comissão Europeia na criação de legislação no campo da segurança marítima, e na prevenção de poluição por navios
- assistir a Comissão na implementação efectiva de legislação Comunitária em matéria de segurança marítima, em especial na monitorização do funcionamento do regime portuário da Comunidade
- organizar exercícios, desenvolver soluções técnicas e providenciar assistência técnica relacionada com a implementação da legislação Comunitária
- ajudar a desenvolver uma metodologia comum para a investigação de acidentes marítimos
- providenciar dados acerca de segurança marítima e de poluição por navios, e ajudar na identificação e perseguição de navios que façam descargas ilegais

Assim sendo, a AESM trabalha em estrita colaboração com os serviços marítimos dos estados membros.

## História e estrutura

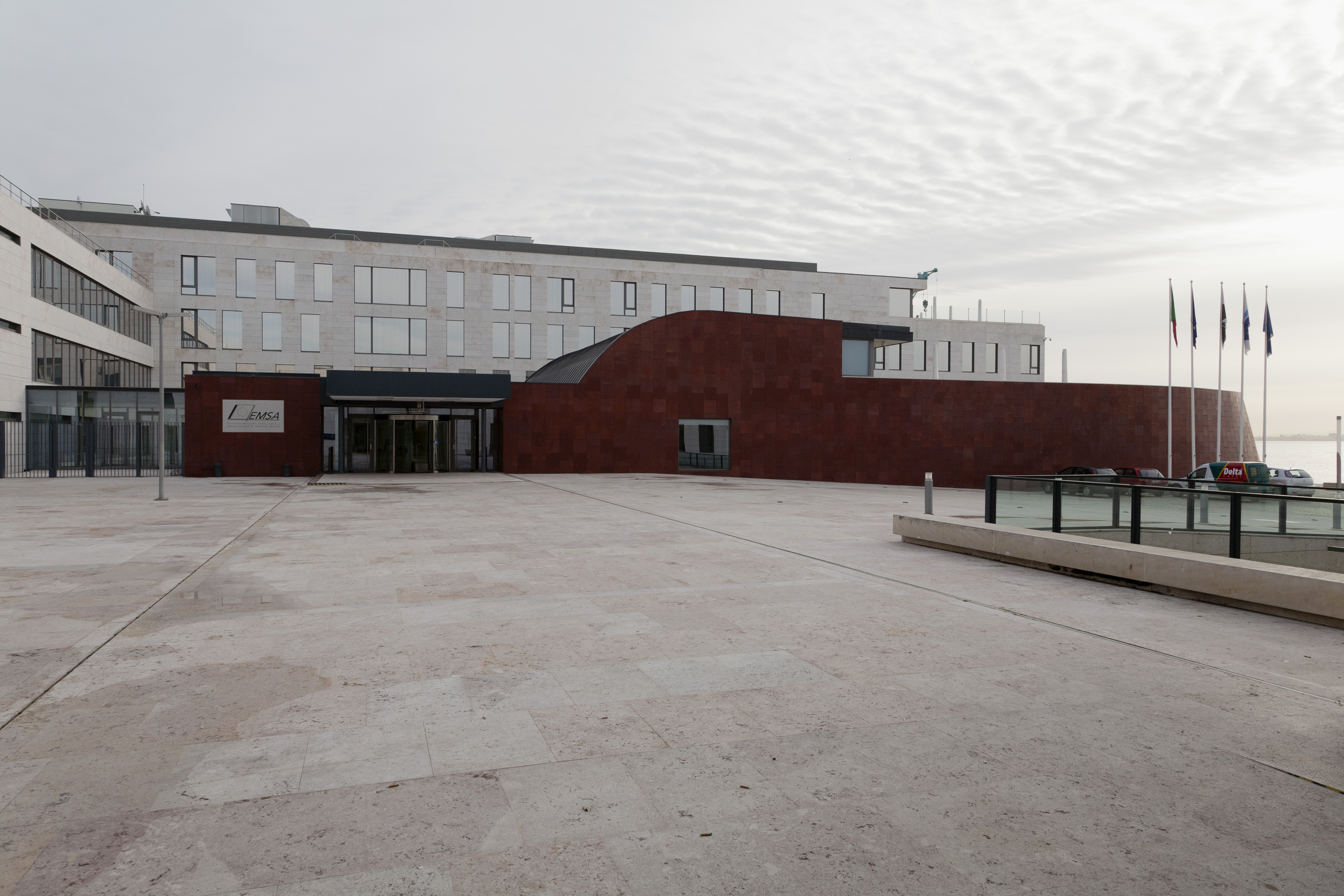
Agência Europeia de Segurança Marítima, Cais do Sodré, Lisboa

A AESM foi fundada em 2002, depois das Comunidades Europeias terem adoptado pacotes substanciais de legislação em matéria de segurança marítima após grandes desastres marítimos em águas europeias, tais como os acidentes que envolveram o ferry Estonia e os petroleiros Erika e Prestige. Sentiu-se a necessidade de ter uma agência especializada nos campos da legislação, implementação e aplicação marítimas.
AESM teve originalmente a sua sede na parte oriental de Lisboa, onde ocorreu a exposição mundial de 1998 (Expo 98), tendo entretanto sido mudada para instalações novas, construídas para o efeito perto do Cais do Sodré, no centro de Lisboa. Tem uma equipa de cerca de 120 e opera uma pequena frota de vasos contratados ao sector comercial para complementar os recursos de cada estado membro. O director executivo é Willem de Ruiter.
A AESM conta com um orçamento de 17,500,000 Euros, mais 17,800,000 EUR para resposta a casos de poluição.

## Guarda Costeira europeia?
Em Maio de 2006, o The Daily Telegraph (jornal britânico) noticiou que a Comissão supostamente considerou propor a transformação da AESM numa Guarda Costeira europeia, embora pormenores não tivessem sido reportados. O jornal citou alguns críticos que ficaram apreensivos com a possibilidade de se formar uma Marinha europeia à socapa, comprometendo a soberania dos estados membros em matéria de defesa.